# Reuthof (Thurnau)
Reuthof (oberfränkisch: Raidles-huhf)  ist ein Gemeindeteil des Marktes Thurnau im Landkreis Kulmbach (Oberfranken, Bayern). Reuthof liegt in der Gemarkung Limmersdorf I.

## Geographie
Die Einöde ist von Acker- und Grünland umgeben. Ein Anliegerweg führt zu einer Gemeindeverbindungsstraße (0,2 km nördlich), die nach Limmersdorf zur Kreisstraße KU 17 (0,6 km östlich) bzw. zur Kreisstraße KU 7 verläuft (0,5 km nordwestlich). Die KU 7 führt etwas weiter nördlich zur Anschlussstelle 22 der A 70.

## Geschichte
Der Ort wurde 1417 als „Rewthof“ erstmals urkundlich erwähnt. Der Ortsname bedeutet der auf einer Rodung stehende Hof.
Reuthof gehörte zur Realgemeinde Limmersdorf. Der Ganzhof hatte die Pfarrei Thurnau als Grundherrn. Die Verwaltung erfolgte durch das Giech’sche Amt Thurnau. Unter der preußischen Verwaltung (1792–1806) des Fürstentums Bayreuth erhielt Reuthof bei der Vergabe der Hausnummern die Nr. 55 des Ortes Limmersdorf.
Von 1797 bis 1810 unterstand der Ort dem Patrimonialgericht Thurnau. Mit dem Gemeindeedikt wurde Reuthof 1812 dem Steuerdistrikt Limmersdorf und 1818 der Ruralgemeinde Limmersdorf zugewiesen. Am 1. Mai 1978 wurde diese im Zuge der Gebietsreform in Bayern in den Markt Thurnau eingegliedert.

### Einwohnerentwicklung
| Jahr      | 001818 | 001861 | 001871 | 001885 | 001900 | 001925 | 001950 | 001961 | 001970 | 001987 |
| Einwohner | *      | 6      | 6      | 12     | 7      | 6      | 12     | 10     | 0      | 3      |
| Häuser    | *      |        |        | 1      | 2      | 1      | 1      | 1      |        | 1      |
| Quelle    | [ 9 ]  | [ 12 ] | [ 13 ] | [ 14 ] | [ 15 ] | [ 16 ] | [ 17 ] | [ 18 ] | [ 19 ] | [ 1 ]  |

## Religion
Der Ort ist seit der Reformation evangelisch-lutherisch geprägt und nach St. Johannes der Täufer (Limmersdorf) gepfarrt.